# استجواب صدام حسين

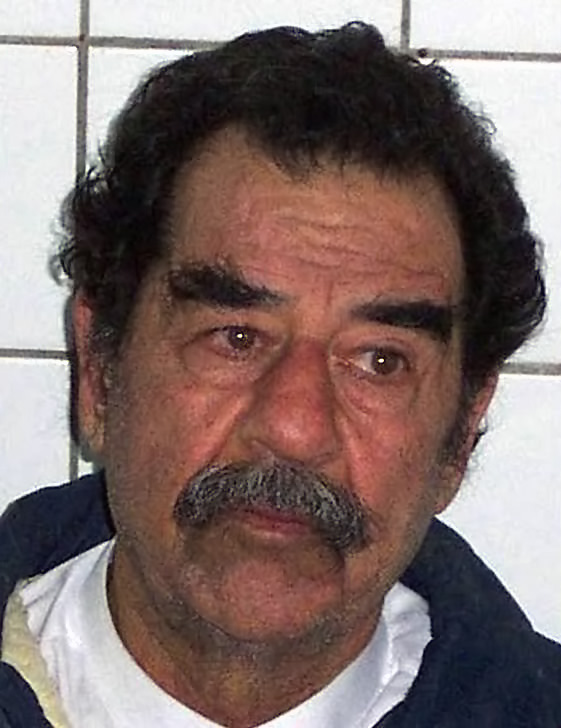
الرئيس السابق صدام حسين بعد أسره من قبل جنود الجيش الأمريكي في تكريت.

بدأ إستجواب صدام حسين بعد وقت قصير من القبض عليه في ديسمبر 2003، وذلك أثناء احتجازه من قبل الولايات المتحدة في معتقل كروبر في العاصمة العراقية بغداد. في أوائل فبراير 2004 شرع مكتب التحقيقات الفيدرالي بالتحقيق مع صدام وحمل برنامج التحقيق اسم عملية عقرب الصحراء (بالإنجليزية: Operation Desert Spider)‏. في عام 2009 نشر مكتب التحقيقات الفيدرالي سجلات التحقيق مع صدام وذلك بموجب قانون حرية المعلومات وبناءا على طلب أرشيف الأمن الوطني. في الوثائق تم تعريف صدام على أنه معتقل رفيع الشأن #1 (بالإنجليزية: High Value Detainee #1)‏ وخضع طوال فترة اعتقاله لعشرين «مقابلة رسمية» وتلتها 5 محادثات غير رسمية. وشمل الإستجواب أسئلة عن حياته السياسية، وعن حياته من عام 2003 إلى غاية القبض عليه، بالإضافة إلى دوره في انقلاب 1959 الفاشل.
وشمل الاستجواب التفصيلي أسئلة عن الحرب الإيرانية العراقية واستخدامه للأسلحة الكيميائية ضد الإيرانيين. وخلال إستجوابه أكد الزعيم السابق أنه لم يتعاون أبداً مع تنظيم القاعدة على عكس ما روجت له إدارة الرئيس الأمريكي جورج بوش وذلك دعما لسياستها الهادفة إلى تغيير النظام العراقي. نفى صدام بشكل متكرر امتلاكه لأسلحة الدمار الشامل، وصرّح بأن كان يدّعى امتلاكها حتى لا يظهر ضعيفاً أمام إيران. كما قال إنه كان يخشى من تنظيم القاعدة ووصف أسامة بن لادن بال«متعصب».
خضع صدام للإستجواب وجها لوجه مع عميل الأف بي آي جورج بيرو الذي ينحدر من أصول آشورية وأحد القلائل الذين يتكلمون اللغة العربية بطلاقة في الأف بي آي. وناقش بيرو عملية الإستجواب في مقابلة أجراها مع برنامج 60 دقيقة في يناير 2008.

## أبرز الإقتباسات

### الحرب العراقية-الإيرانية
- «لو لم يكن العراق موجوداً لإحتل الخميني وإيران كل العالم العربي.»

### الأسلحة الكيميائية
- «لو كانت لدي أسلحة محرمة، فهل كنت لأسمح للولايات المتحدة بالبقاء في الكويت دون مهاجمتها؟»
- «يا إلهي، لو كنت أملك مثل هذه الأسلحة، لكنت قد استخدمتها في حربي ضد الولايات المتحدة».

## التسلسل الزمني
فيما يلي التسلسل الزمني للمقابلات التي أجراها جورج بيرو مع صدام حسين في عام 2004:
- المقابلة الأولى، 7 فبراير
- المقابلة الثانية، 8 فبراير
- المقابلة الثالثة، 10 فبراير
- المقابلة الرابعة، 13 فبراير
- المقابلة الخامسة، 15 فبراير
- المقابلة السادسة، 16 فبراير
- المقابلة السابعة، 18 فبراير
- المقابلة الثامنة، 20 فبراير
- المقابلة التاسعة، 24 فبراير
- المقابلة العاشرة، 27 فبراير
- المقابلة الحادية عشر، 3 مارس
- المقابلة الثانية عشر، 5 مارس
- المقابلة الثالثة عشر، 11 مارس
- المقابلة الرابعة عشر، 13 مارس
- المقابلة الخامسة عشر، 16 مارس
- المقابلة السادسة عشر، 19 مارس
- المقابلة السابعة عشر، 23 مارس
- المقابلة الثامنة عشر، 28 مارس
- المقابلة التاسعة عشر، 30 مارس
- المقابلة العشرون، 1 مايو
- محادثة غير رسمية، 10 مايو
- محادثة غير رسمية، 13 مايو
- محادثة غير رسمية، 1 يونيو
- محادثة غير رسمية، 17 يونيو
- محادثة غير رسمية، 28 يونيو